# ADO Den Haag

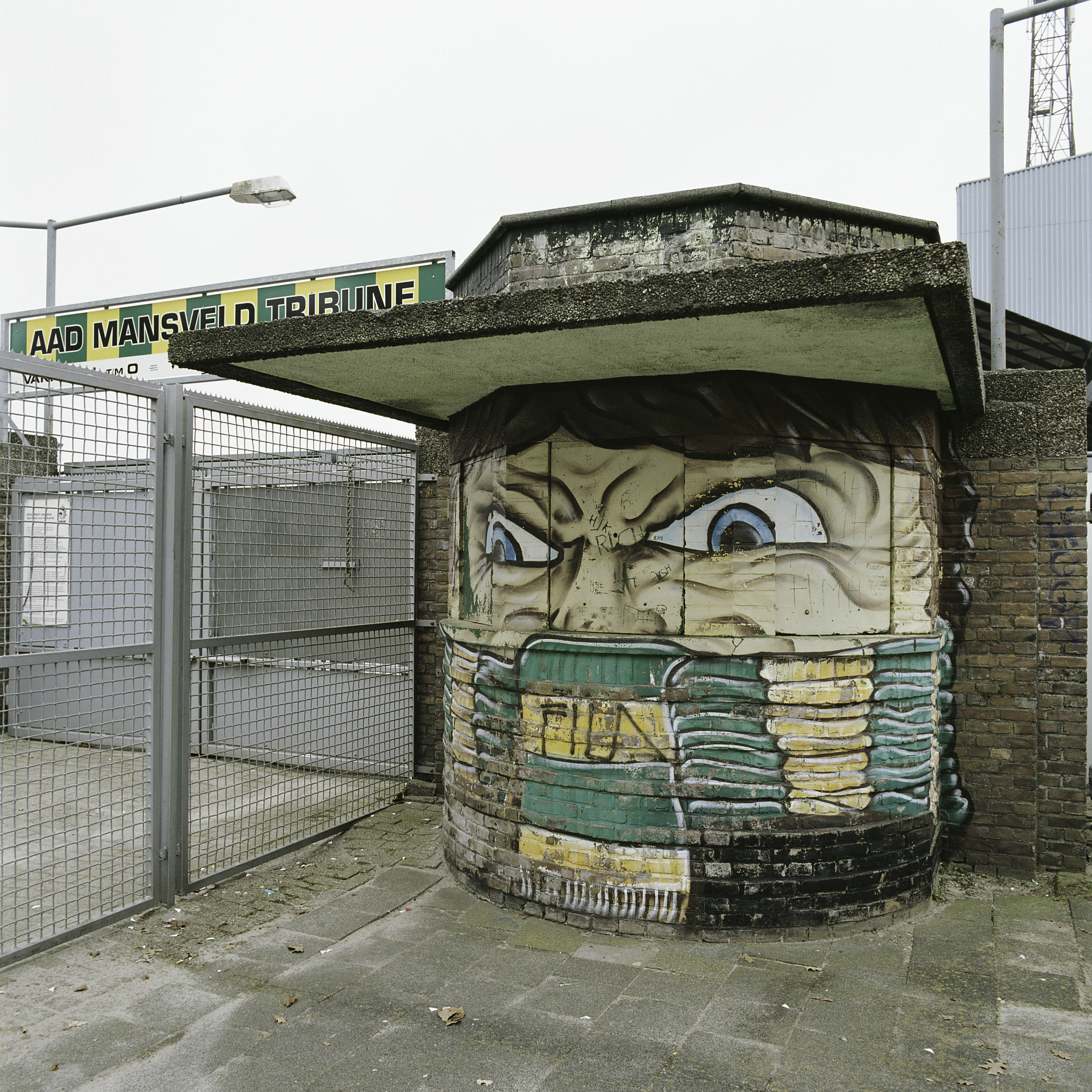

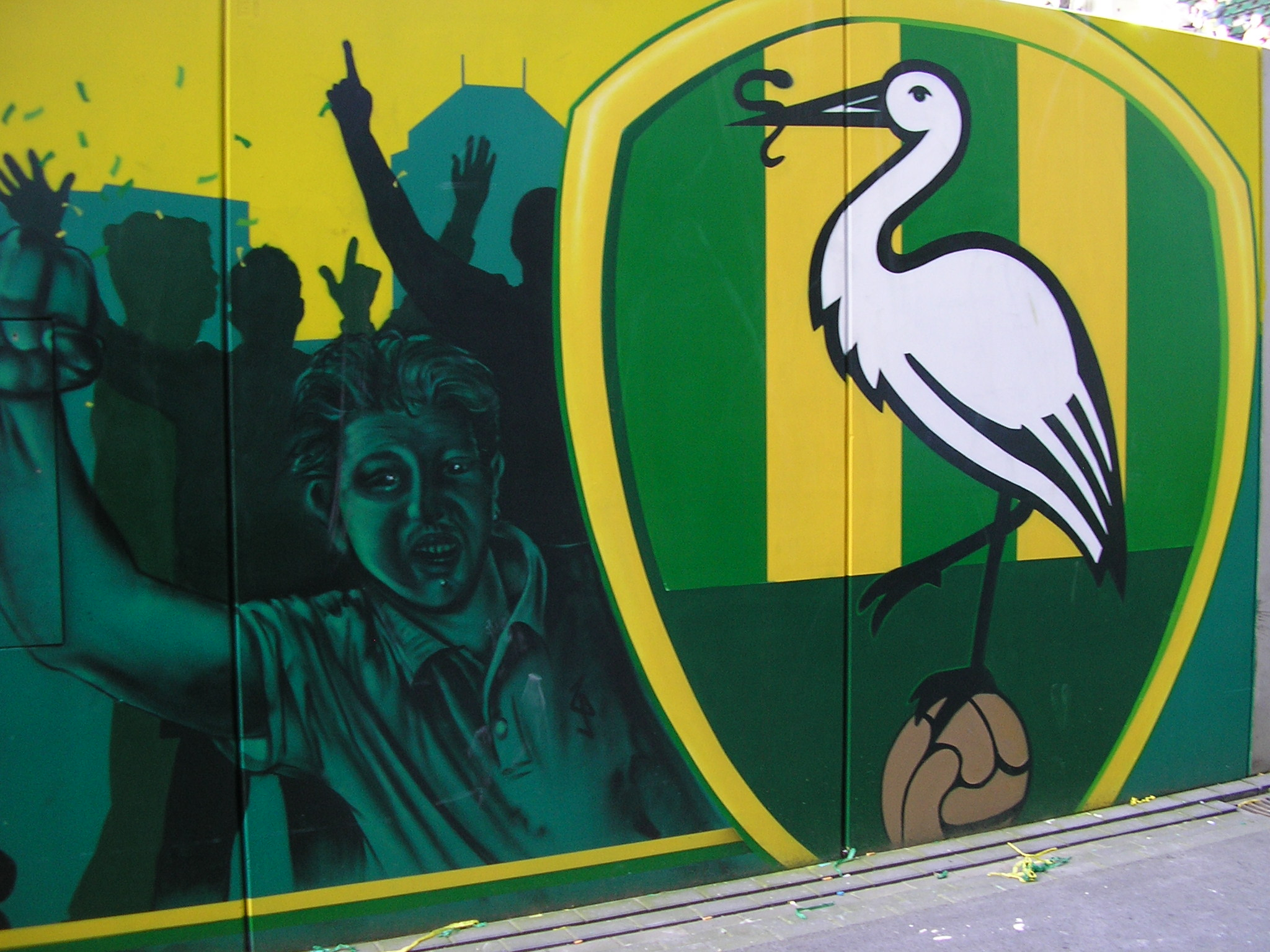
Zeď s logem klubu

ADO Den Haag, plným názvem Alles Door Oefening Den Haag, v minulosti také známý jako FC Den Haag, je nizozemský fotbalový klub z města Haag. Založen byl roku 1905, jeho domácím hřištěm je Kyocera Stadion s kapacitou 15 000 místy k sezení.
Klub dvakrát vyhrál nizozemskou ligu (1942, 1943) a dvakrát nizozemský fotbalový pohár (1967/68, 1974/75). Největším mezinárodním úspěchem klubu je čtvrtfinále Poháru vítězů pohárů v sezóně 1975/76 (tehdy nesl název FC Den Haag). V letech 1969–1972 tým vedl český trenér Václav Ježek, v letech 1976–1978 Slovák Anton Malatinský.
Klub, který dříve působil v nizozemské nejvyšší lize Eredivisie (v sezóně 2014/15 skončil na 13. příčce ligové tabulky), se nyní nachází v druhé nejvyšší soutěži Eerste Divisie.

## Úspěchy
- 1. nizozemská fotbalová liga: 2× vítěz (1941/42, 1942/43)[2]
- Eerste Divisie: 3× vítěz (1956/57, 1985/86, 2002/03)[3]
- Nizozemský fotbalový pohár: 2× vítěz (1967/68, 1974/75)[4]